# Likija in Pamfilija (rimska provinca)
Likija in Pamfilija (latinsko Lycia et Pamphylia), provinca Rimskega cesarstva v južni Mali Aziji. Ustanovil jo je cesar  Vespazijan (vladal 69-79) okoli leta 74 z združitvijo Likije, ki je bila rimska provinca že od leta 43, in Pamfilije, ki je bila del province Galatije, v eno upravno enoto.  Cesar Dioklecijan (vladal 284-305) je s svojimi reformami državne uprave provinco  ponovno razdružil na njeni ustanovni enoti in ju vključil v Azijsko diocezo (Asiana) v prefekturi Vzhod (Oriens).